# Visanthe Shiancoe
Visanthe Shiancoe (* 18. Juni 1980 in Birmingham) ist ein ehemaliger US-amerikanischer American-Football-Spieler auf der Position des Tight Ends. Er spielte zuletzt bei den Tennessee Titans in der National Football League (NFL).

## Karriere

### College-Karriere
Visanthe Shiancoe spielte College Football an der Morgan State University. In 30 Partien gelangen ihm 52 gefangene Pässe und 1001 Yards Raumgewinn. In seiner letzten Saison wurde er sowohl zum All-American als auch in die Auswahl der Mid-Eastern Athletic Conference berufen.

### NFL-Karriere
Die New York Giants verpflichteten Shiancoe in der dritten Runde als 91. Spieler der NFL Draft 2003. Bei den Giants spielte er vier Spielzeiten lang, hauptsächlich als Backup hinter Jeremy Shockey. In diesen kam er auf 35 gefangene Bälle für 253 Yards und erzielte drei Touchdowns.
Die Minnesota Vikings verpflichteten Visanthe Shiancoe im Frühjahr 2007. In der Saison 2008 erzielte er sieben Touchdowns und war damit der effizienteste Tight End der NFC. Im Sommer 2012 wechselte er für ein Jahr zu den New England Patriots. Die Patriots verlängerten seinen Vertrag nicht, wodurch Shiancoe zum Free Agent wurde und über die Baltimore Ravens zu den Tennessee Titans wechselte. Die Titans entließen ihn im Jahr 2013 nach einem einzigen Spiel.